# Neusiedl an der Zaya
Neusiedl an der Zaya ist eine Marktgemeinde mit 1207 Einwohnern (Stand 1. Jänner 2025) im Bezirk Gänserndorf in Niederösterreich.

## Geografie
Neusiedl an der Zaya liegt im Hügelland des nordöstlichen Weinviertels etwa zehn Kilometer westlich von Hohenau an der March. Die Zaya fließt in einer Meereshöhe von 160 Meter zwischen den beiden Orten Sankt Ulrich und Neusiedl durch und ist ein rechter Nebenfluss der March. Nach Nordosten steigt das Gelände zum 230 Meter hohen Plattwald an. Im Südwesten liegt der 300 Meter hohe Steinbergwald.
Die Fläche der Marktgemeinde umfasst achtzehn Quadratkilometer. Fast zwei Drittel davon werden landwirtschaftlich genutzt, achtzehn Prozent sind bewaldet, je drei Prozent sind Gärten und Weingärten.

### Gemeindegliederung
Das Gemeindegebiet umfasst folgende zwei Ortschaften (in Klammern Einwohnerzahl Stand 1. Jänner 2025):
- Neusiedl an der Zaya (1087)
- St. Ulrich (120)

Die Gemeinde besteht aus den Katastralgemeinden Neusiedl an der Zaya und St. Ulrich.

### Nachbargemeinden
|             | Altlichtenwarth (Mistelbach)                | Hausbrunn (Mistelbach)     |
| Hauskirchen | Kompassrose, die auf Nachbargemeinden zeigt | Palterndorf-Dobermannsdorf |
|             | Zistersdorf                                 |                            |

## Geschichte
In der ersten Hälfte des 13. Jahrhunderts erfolgte eine Teilung des Geschlechts der Lichtenstein unter den drei Brüdern Dietrich, Heinrich und Friedrich. Heinrich bekam dabei den Besitz an der Zaya, zu dem auch Neulichtenwarth gehörte, das heutige St. Ulrich. Neben Altlichtenwarth baute er auch Neulichtenwarth zu seinem Herrschaftssitz aus. Ab 1234 trat er als Heinrich von Lichtenwarth auf. 1237 war er im Gefolge von Herzog Friedrich II. und wurde zum Stammvater der mächtigen Familie der Lichtensteiner.
Neusiedl gehörte zum Besitz der Fronauer. Gamuret Fronauer bekam im 15. Jahrhundert für besondere Verdienste für das Kaiserreich das Marktrecht verliehen. Später kam auch Neusiedl in den Besitz der Lichtensteiner. Im 16. Jahrhundert änderte sich der Name Neulichtenwarth zum heutigen Namen St. Ulrich. In dieser Zeit wurde St. Ulrich ein bekanntes Wallfahrerziel. Da die Kirche zu klein war, errichtete man eine Freiluftkanzel, die noch heute besteht. Die beiden Orte St. Ulrich und Neusiedl lebten fast ausschließlich von der Landwirtschaft, bis Erdöl gefunden und ab 1929 gefördert wurde. Daraufhin verließen viele Bauern ihre Betriebe und arbeiteten für die Erdölwirtschaft. Im Zweiten Weltkrieg wurde ein Lager für Kriegsgefangene errichtet. Mit deren Hilfe wurde die Infrastruktur für die Erdölwirtschaft aufgebaut.
Die Gauwerke Niederdonau errichteten ab 1943 (Inbetriebnahme 1944) in Neusiedl ein Gaskraftwerk. Dabei wurde das Erdgas, das bis dahin ungenutzt abgefackelt wurde, zur Dampferzeugung eingesetzt, mit dem eine Turbine eine Leistung von 7 MWel erzeugte. 1957/58 installierte die NEWAG eine weitere Turbine mit einer Leistung von 14 Megawatt. 1982 wurde das Kraftwerk stillgelegt und 2005 abgerissen.
Die Erhebung zur Marktgemeinde erfolgte am 8. September 1964, die Eingemeindung von St. Ulrich am 1. Jänner 1970.
Da derzeit die Erdölförderung in Österreich jährlich um acht Prozent sinkt (Stand 2019), sind in Neusiedl nur noch wenige Gitterfördertürme in Betrieb.

### Einwohnerentwicklung
| Neusiedl an der Zaya: Einwohnerzahlen von 1869 bis 2024 | Neusiedl an der Zaya: Einwohnerzahlen von 1869 bis 2024 | Neusiedl an der Zaya: Einwohnerzahlen von 1869 bis 2024 | Neusiedl an der Zaya: Einwohnerzahlen von 1869 bis 2024 | Neusiedl an der Zaya: Einwohnerzahlen von 1869 bis 2024 |
| ------------------------------------------------------- | ------------------------------------------------------- | ------------------------------------------------------- | ------------------------------------------------------- | ------------------------------------------------------- |
| Jahr                                                    |                                                         |                                                         |                                                         | Einwohner                                               |
| 1869                                                    | 1869                                                    |                                                         | 982                                                     | 982                                                     |
| 1880                                                    | 1880                                                    |                                                         | 1.133                                                   | 1.133                                                   |
| 1890                                                    | 1890                                                    |                                                         | 1.241                                                   | 1.241                                                   |
| 1900                                                    | 1900                                                    |                                                         | 1.280                                                   | 1.280                                                   |
| 1910                                                    | 1910                                                    |                                                         | 1.308                                                   | 1.308                                                   |
| 1923                                                    | 1923                                                    |                                                         | 1.223                                                   | 1.223                                                   |
| 1934                                                    | 1934                                                    |                                                         | 1.215                                                   | 1.215                                                   |
| 1939                                                    | 1939                                                    |                                                         | 1.335                                                   | 1.335                                                   |
| 1951                                                    | 1951                                                    |                                                         | 2.343                                                   | 2.343                                                   |
| 1961                                                    | 1961                                                    |                                                         | 1.882                                                   | 1.882                                                   |
| 1971                                                    | 1971                                                    |                                                         | 1.607                                                   | 1.607                                                   |
| 1981                                                    | 1981                                                    |                                                         | 1.337                                                   | 1.337                                                   |
| 1991                                                    | 1991                                                    |                                                         | 1.264                                                   | 1.264                                                   |
| 2001                                                    | 2001                                                    |                                                         | 1.263                                                   | 1.263                                                   |
| 2011                                                    | 2011                                                    |                                                         | 1.230                                                   | 1.230                                                   |
| 2021                                                    | 2021                                                    |                                                         | 1.228                                                   | 1.228                                                   |
| 2024                                                    | 2024                                                    |                                                         | 1.242                                                   | 1.242                                                   |
| Quelle(n): Statistik Austria                            |                                                         |                                                         |                                                         |                                                         |

## Kultur und Sehenswürdigkeiten

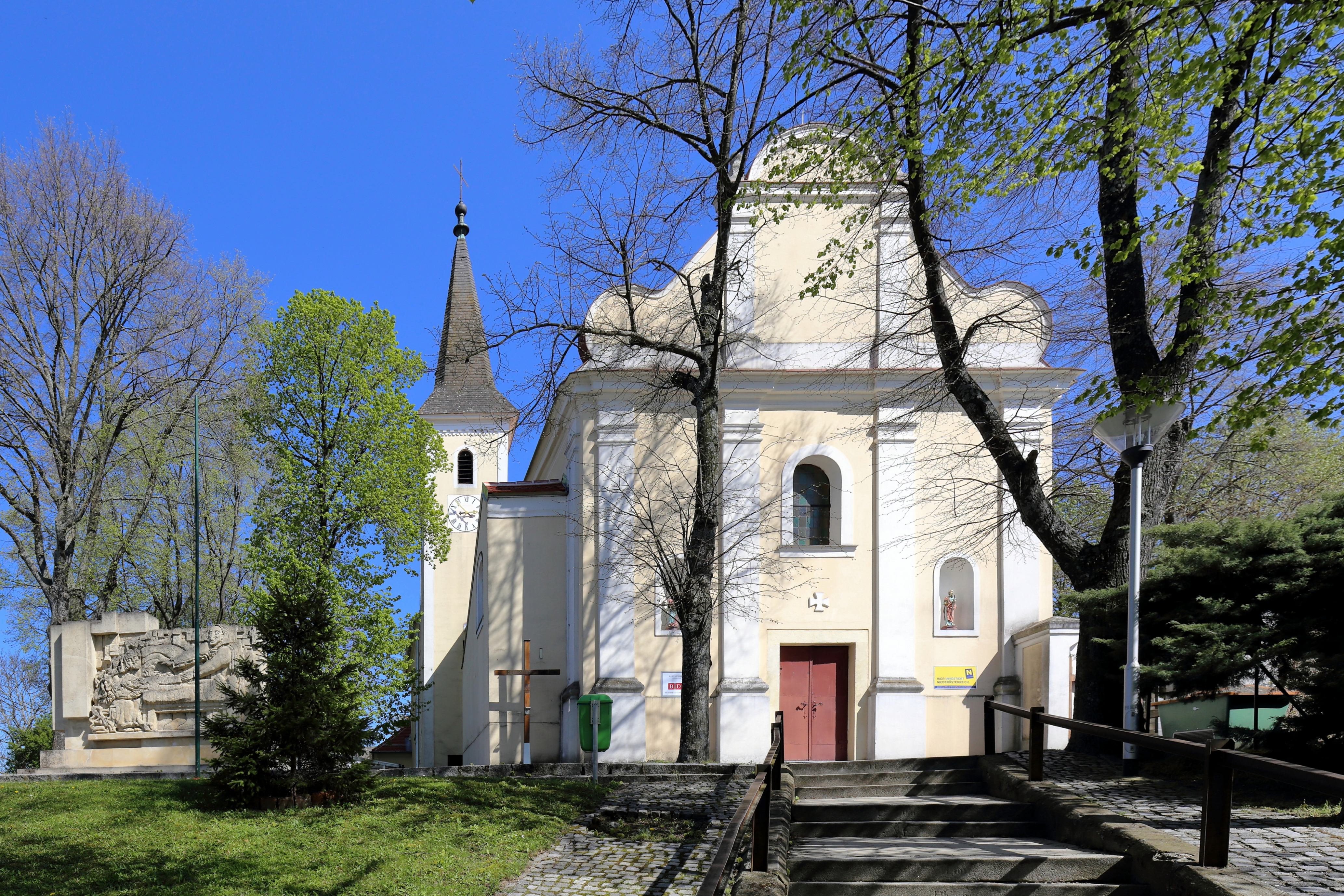
Pfarrkirche Neusiedl an der Zaya

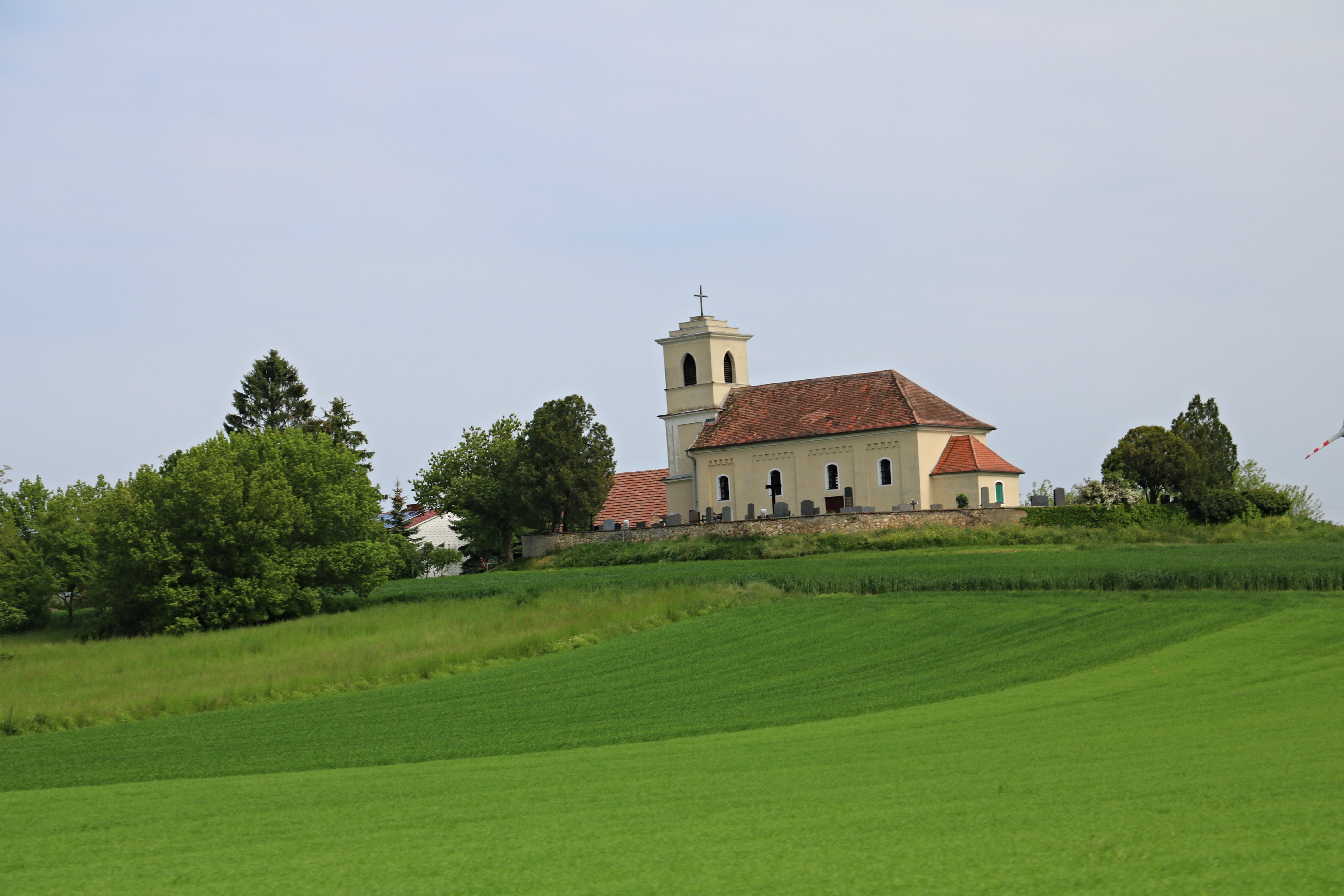
Filialkirche St. Ulrich

- Katholische Pfarrkirche Neusiedl an der Zaya Hll. Peter und Paul
- Katholische Filialkirche St. Ulrich
- Erdölmuseum Neusiedl an der Zaya[9]

## Wirtschaft und Infrastruktur
- Neusiedl stellt einen Schwerpunkt der österreichischen Erdölförderung dar.
- Im Jahr 2012 wurde mit dem Bau von 20 Windrädern begonnen. Mit der geplanten Leistung 46 Megawatt stellten sie zu diesem Zeitpunkt den größten Windpark Niederösterreichs dar.[10]

### Wirtschaftssektoren
In den Jahren 1999 bis 2010 nahm die Anzahl der landwirtschaftlichen Betriebe von 51 auf 33 ab. Von diesen wurden 16 im Haupterwerb geführt. Sie bewirtschafteten zwei Drittel der Flächen. Im Produktionssektor arbeiteten 61 Erwerbstätige im Bereich Warenherstellung, 23 in der Bauwirtschaft und zehn im Bergbau. Die größten Arbeitgeber im Dienstleistungssektor waren die Bereiche soziale und öffentliche Dienste (63), Handel (34), Beherbergung und Gastronomie (17) und Finanz- und Versicherungsdienstleistungen (16 Mitarbeiter).
| Wirtschaftssektor            | Anzahl Betriebe | Anzahl Betriebe | Erwerbstätige | Erwerbstätige |
| Wirtschaftssektor            | 2011            | 2001            | 2011          | 2001          |
| ---------------------------- | --------------- | --------------- | ------------- | ------------- |
| Land- und Forstwirtschaft 1) | 33              | 51              | 14            | 23            |
| Produktion                   | 14              | 8               | 95            | 173           |
| Dienstleistung               | 53              | 36              | 147           | 141           |

1) Betriebe mit Fläche in den Jahren 2010 und 1999

### Arbeitsmarkt, Pendeln
Im Jahr 2011 lebten 523 Erwerbstätige in Neusiedl an der Zaya. Davon arbeiteten 97 in der Gemeinde, mehr als achtzig Prozent pendelten aus. Von den umliegenden Gemeinden kamen 159 Menschen zur Arbeit nach Neusiedl an der Zaya.

### Tourismus
Es gab im Ort bis zum Jahre 2007 einen Schilift (Seillift). Der Lift wurde jedoch aus Kostengründen abgebaut. Die Schipiste kann im Winter zum Rodeln und Schifahren verwendet werden. Der Schihang ist nach Norden exponiert, die Talstation befindet sich in unmittelbarer Nähe des Flusses Zaya.

### Öffentliche Einrichtungen
In der Gemeinde gibt es eine Volksschule und eine Neue Mittelschule.

### Sport
Fußball (heute SC Neusiedl/Zaya; einst ASV Neusiedl/Zaya)
Der Arbeitersportverein Rot-Weiß Neusiedl/Zaya, kurz ASV Neusiedl/Zaya, wurde nach dem Zweiten Weltkrieg im Jahr 1946 gegründet und war Mitglied des ASVÖ. Als Vereinsgründer werden Franz Stadler, Franz Bachinger senior und Franz Bierbaum genannt. Die Klubfarben waren bereits damals Rot-Weiß und das Vereinslokal befand sich am Sportpavillon am Sportplatz. Mitte der 1950er Jahre bestand der Klub aus Sektionen für Fußball, Tischtennis, Volleyball, Segelfliegen, Motorsport, Foto und Schach. Der Fußballsektion gehörten damals 50 Spieler an. Der Sportplatz wurde von 1952 bis 1953 mit einem Fassungsvermögen von mehr als 10.000 Zuschauern fertiggestellt und erhielt den Namen Rosenberg-Stadion. Die Fußballsektion erreichte bereits in den ersten Jahren des Vereinsbestehens erste Erfolge und wurde beispielsweise 1948/49 Meister der 2. Klasse Nord und drang 1951 bis ins Achtelfinale des niederösterreichischen Fußballpokals vor. In der Saison 1953/54 gelang der Mannschaft als Meister der 1. Klasse Nord der Aufstieg in die II. Liga Nord. Eine Jugendauswahl des Vereins nahm 1953 an den Weltjugendfestspielen in Bukarest teil.
Auch die anderen Sektionen konnten mitunter einige Erfolg feiern; so wurde unter anderem die Tischtennissektion unter der Leitung eines Herrn Schüller Meisterschaftssieger in der Gruppe Nord. Die von einem Herrn Eder geführte Volleyballsektion schaffte in den frühen 1950er Jahre den Aufstieg in die höchste Spielklasse Österreichs (1. Klasse), während eine zweite Mannschaft zu dieser Zeit in der 3. Klasse vertreten war. Die Schachsektion wurde zur damaligen Zeit von einem Herrn Dworschak geleitet und die Gruppe der Segelflieger von einem Herrn Schmidt. Innerhalb letztgenannter Sektion bestand zu dieser Zeit auch eine eigene Modelbaugruppe. Im März 1955 hielt eine eigene Motorsportsektion ihre Gründungsversammlung ab.
Neben der 1952 fertiggestellten Fußballanlage verfügte der Verein auch noch über zwei Volleyballplätze, eine Tischtennishalle mit vier Tischen sowie ein Schwimmbad mit Springturm. Zusätzlich bestanden geräumige Werkstätten für die Flugsportler; im Sommer 1953 war zudem bereits der Entwurf für den Bau einer modernen Kegelanlage genehmigt worden.
Der Verein wurde im Laufe der Jahrzehnte in den SC Neusiedl/Zaya umgewandelt und führte noch heute das Gründungsjahr sowie die Vereinsfarben des ursprünglichen Klubs. Die Fußballherrenmannschaft tritt heute (Stand: 2025/26) in der sechstklassigen Gebietsliga Nord/Nordwest in Erscheinung. Über weitere noch bestehende Sektionen ist nichts bekannt. Der Sportplatz, der über ein Hauptfeld und ein kleineres Nebenfeld verfügt, befindet sich nördlich des Gemeindegebietes hinter der Zaya. Dahinterliegend befindet sich das ebenfalls in den 1950er Jahren errichtete Freibad von Neusiedl/Zaya. Hauptsponsor des Klubs ist die OMV, die bzw. deren Vorgängerorganisationen bereits ab den 1930er Jahren rund um das Zistersdorfer Ölrevier Erdöl förderte und durch die Gauwerke Niederdonau ab 1943 das Erdgaskraftwerk Neusiedl/Zaya errichtete (Inbetriebnahme: 1944).
Daneben existierte zumindest in den 1950er Jahren der Fußballverein EFM Neusiedl, der als Werkssportverein der hiesigen Erdgasgesellschaft betrachtet werden kann und Mitglied des Arbeiter- und Landwirtschaftlichen Verbands Niederösterreichs (ALVNÖ) war.

## Politik

### Gemeinderat
Der Gemeinderat hat 19 Mitglieder.
- Nach den Gemeinderatswahlen in Niederösterreich 1990 hatte der Gemeinderat folgende Verteilung: 15 ÖVP und 4 SPÖ.
- Nach den Gemeinderatswahlen in Niederösterreich 1995 hatte der Gemeinderat folgende Verteilung: 14 ÖVP, 3 SPÖ und 2 FPÖ.[22]
- Nach den Gemeinderatswahlen in Niederösterreich 2000 hatte der Gemeinderat folgende Verteilung: 13 ÖVP, 5 SPÖ und 1 Sonstiges.[23]
- Nach den Gemeinderatswahlen in Niederösterreich 2005 hatte der Gemeinderat folgende Verteilung: 14 ÖVP und 5 SPÖ.[24]
- Nach den Gemeinderatswahlen in Niederösterreich 2010 hatte der Gemeinderat folgende Verteilung: 12 ÖVP und 7 SPÖ.[25]
- Nach den Gemeinderatswahlen in Niederösterreich 2015 hatte der Gemeinderat folgende Verteilung: 14 ÖVP und 5 SPÖ.[26]
- Nach den Gemeinderatswahlen in Niederösterreich 2020 hatte der Gemeinderat folgende Verteilung: 17 ÖVP, 1 FPÖ und 1 PdA.[27]
- Nach den Gemeinderatswahlen in Niederösterreich 2025 hat der Gemeinderat folgende Verteilung: 13 ÖVP, 5 WIRNEU und 1 FPÖ.[28]

### Bürgermeister
- 1960–1990 Matthias Bierbaum (ÖVP)
- 1990–1998 Karl Flor (ÖVP)
- 1998–2011 Josef Schweinberger (ÖVP)
- seit 2011 Andreas Keller (ÖVP)[29]

### Wappen
Der Gemeinde wurde 1964 folgendes Wappen verliehen: Ein gespaltener Schild, der in seinem vorderen schwarzen Feld eine silberne Lilie, in seinem hinteren silbernen Feld schwarze Schlögel und Eisen, belegt mit einer goldenen Ähre, die im Schildfuße von einer goldenen Weinrebe mit zwei Blättern umrankt wird, zeigt.
Die Gemeindefarben sind Schwarz, Weiß, Gelb.
Ähren und Weinranke symbolisieren die Landwirtschaft, die gekreuzten Hämmer die Ölförderung, die zwei wichtigen Wirtschaftszweige der Gemeinde. Die silberne Lilie im schwarzen Feld deutet auf die Markterhebung unter den Fronauern hin, die Farben Schwarz-Weiß auf die Entwicklung des Ortes als Brandenburgisches Lehen.

### Partnergemeinde
Partnergemeinde ist seit 1984 die Zillertaler Gemeinde Kaltenbach.

## Persönlichkeiten

### Söhne und Töchter der Gemeinde
- Joseph Smegka (1790–1832), Musiker, Gründer des Kirchenmusikvereins und des „Vereins von musikalischen Freunden“, einem der Vorläufer des Wiener Männergesang-Vereins[32]
- Johann Nepomuk Bachmayr (1819–1864), Jurist und Dramatiker
- Matthias Bierbaum (1916–1995), Bürgermeister und Landesrat

## Sonstiges
- Als Schauplatz für Filme oder Musikvideos, entwickelte sich das Gelände um den ehemaligen Bahnhof, wo noch einige Bohrtürme und Bohrpumpen als Kulisse dienen. Unter anderem wurde diese für die ORF Produktion „Die Professorin – Tatort Ölfeld[33]“ gewählt.